# (52665) Brianmay
(52665) Brianmay (désignation provisoire : 1998 BM30) est un astéroïde de la ceinture principale découvert le 30 janvier 1998 par les astronomes Jana Tichá et Miloš Tichý à l'observatoire Kleť près de České Budějovice en République tchèque.
Il fut nommé en l'honneur de Brian May, astrophysicien et musicien anglais, guitariste du groupe Queen.